# Eichstedt (Altmark)
Eichstedt település Németországban, azon belül Szász-Anhalt tartományban. Lakosainak száma 842 fő (2023. december 31.).

## Népesség
A település népességének változása:
| Lakosok száma | 900  | 901  | 872  | 861  | 842  |
|               | 2017 | 2019 | 2021 | 2022 | 2023 |